# Час біогеохімічного кругообігу
Час біогеохімі́чного кругоо́бігу, концепція Робертсона, зворотна величина швидкості  біогеохімічного  кругообігу речовин, тобто час, необхідний для повної зміни певної речовини в даному компоненті  екосистеми. В екологічній літературі (Одум, 1975) для позначення поняття Ч.б.к. часто використовується скорочений термін «час обороту».